# Enrico Rivolta
Enrico Rivolta (Milano, 29 giugno 1905 – Milano, 18 marzo 1974) è stato un calciatore italiano, di ruolo centrocampista.

## Caratteristiche tecniche
Inizia attaccante, per poi arretrare la propria posizione. Carlo Felice Chiesa l'ha definito «insofferente alle regole, spirito libero fino all'eccesso», sottolineando quanto, secondo l'opinione pubblica dell'epoca, questo avesse danneggiato la sua carriera.

## Carriera

### Club
Esordisce ai massimi livelli nella stagione 1922-23. Per un decennio è un punto fermo dell'Inter. Nella squadra nerazzurra, di cui è anche capitano gioca complessivamente 265 partite, (54 gol segnati) e vince uno scudetto nel 1929-1930.
In seguito si trasferisce al Napoli per cinquantamila lire, disdicendo un contratto a migliori condizioni con la Sampierdarenese, per poi concludere la sua carriera, avendo giocato prima nel Milan (2 partite in Coppa Italia), poi nel Crema.

### Nazionale
Conta 8 presenze e un gol in Nazionale. Fa il suo esordio in azzurro il 1º gennaio 1928 (Italia-Svizzera). Gioca il torneo olimpico di Amsterdam 1928, nel quale la rappresentativa azzurra conquista il bronzo. Disputa anche tre gare con la Nazionale B, segnando un gol, esordendovi il 17 aprile 1927, nella gara Lussemburgo "A"-Italia "B" (1-5), la prima partita giocata dalla Nazionale italiana "B".

## Statistiche

### Cronologia presenze e reti in Nazionale
| Cronologia completa delle presenze e delle reti in nazionale ― Italia | Cronologia completa delle presenze e delle reti in nazionale ― Italia | Cronologia completa delle presenze e delle reti in nazionale ― Italia | Cronologia completa delle presenze e delle reti in nazionale ― Italia | Cronologia completa delle presenze e delle reti in nazionale ― Italia | Cronologia completa delle presenze e delle reti in nazionale ― Italia | Cronologia completa delle presenze e delle reti in nazionale ― Italia | Cronologia completa delle presenze e delle reti in nazionale ― Italia |
| Data                                                                  | Città                                                                 | In casa                                                               | Risultato                                                             | Ospiti                                                                | Competizione                                                          | Reti                                                                  | Note                                                                  |
| --------------------------------------------------------------------- | --------------------------------------------------------------------- | --------------------------------------------------------------------- | --------------------------------------------------------------------- | --------------------------------------------------------------------- | --------------------------------------------------------------------- | --------------------------------------------------------------------- | --------------------------------------------------------------------- |
| 1-1-1928                                                              | Genova                                                                | Italia                                                                | 3 – 2                                                                 | Svizzera                                                              | Coppa Internazionale 1927-1930                                        | -                                                                     |                                                                       |
| 22-4-1928                                                             | Gijón                                                                 | Spagna                                                                | 1 – 1                                                                 | Italia                                                                | Amichevole                                                            | -                                                                     |                                                                       |
| 29-5-1928                                                             | Amsterdam                                                             | Francia                                                               | 3 – 4                                                                 | Italia                                                                | Olimpiadi 1928 - Ottavi di finale                                     | -                                                                     |                                                                       |
| 1-6-1928                                                              | Amsterdam                                                             | Spagna                                                                | 1 – 1 dts                                                             | Italia                                                                | Olimpiadi 1928 - Quarti di finale                                     | -                                                                     |                                                                       |
| 4-6-1928                                                              | Amsterdam                                                             | Spagna                                                                | 1 – 7                                                                 | Italia                                                                | Olimpiadi 1928 - Quarti di finale (ripetizione)                       | 1                                                                     |                                                                       |
| 7-6-1928                                                              | Amsterdam                                                             | Uruguay                                                               | 3 – 2                                                                 | Italia                                                                | Olimpiadi 1928 - Semifinale                                           | -                                                                     |                                                                       |
| 11-11-1928                                                            | Roma                                                                  | Italia                                                                | 2 – 2                                                                 | Austria                                                               | Amichevole                                                            | -                                                                     |                                                                       |
| 28-4-1929                                                             | Torino                                                                | Italia                                                                | 1 – 2                                                                 | Germania                                                              | Amichevole                                                            | -                                                                     |                                                                       |
| Totale                                                                |                                                                       | Presenze                                                              | 8                                                                     |                                                                       | Reti                                                                  | 1                                                                     |                                                                       |

## Palmarès

### Club
- Campionato italiano: 1

Ambrosiana-Inter: 1929-1930

### Nazionale
- Bronzo olimpico: 1

Amsterdam 1928
- Coppa Internazionale: 1

1927-1930